# 山口政二

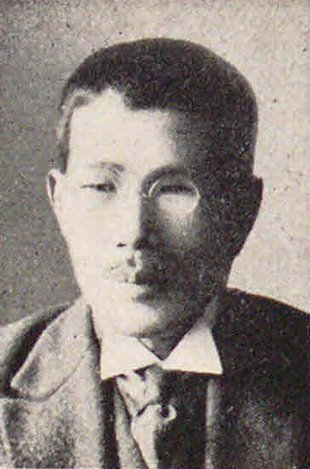
山口政二

山口 政二（やまぐち まさじ、1887年（明治20年）8月6日 - 1927年（昭和2年）2月23日）は、衆議院議員、弁護士。

## 経歴
埼玉県比企郡小見野村（現在の川島町）に山口喜一郎の二男として生まれる。1910年7月に第一高等学校大学予科を、1914年に東京帝国大学法科大学独法科を卒業した。高等文官試験に合格し、同年、朝鮮総督府試補に任ぜられ、翌1915年朝鮮総督府道事務官。その後、陸軍省御用掛、青島守備軍民政部事務官を歴任した後、1921年10月に弁護士登録し、開業した。
1924年（大正13年）、第15回衆議院議員総選挙に埼玉県第3区から立候補し、当選した。無所属であったが、1924年5月30日に中正倶楽部設立に参加し、同年10月23日に立憲政友会に移るも、1925年6月1日には新正倶楽部設立に参加した。「国民生活ノ安定」を訴え、治安維持法反対、婦人参政権を含む普通選挙法制定などを主張した。
過労が原因で1927年2月、国会内で倒れ、そのまま帰らぬ人となった。墓所は多磨霊園(4-1-7)。
幼時に木から落ちて左目を傷つけていたため、一高時代は独眼竜野次将軍とあだ名された。
妻は第一高等学校教授で歴史学者の斎藤阿具の長女絢子で、次男に歴史学者の山口啓二がいる。